# Sporidiobolales
Ordre
Famille
Les Sporidiobolales sont un ordre de champignons Basidiomycètes de la classe des Microbotryomycetes. L'Ordre ne contient qu'une seule famille qui sont les Sporidiobolaceae.

## Liste des genres
Selon BioLib (18 juin 2024) :
- Ballistosporomyces Nakase, G. Okada & Sugiy.
- Rhodosporidiobolus Banno (voir Rhodosporidiobolus fluvialis)
- Rhodotorula F.C. Harrison
- Sporobolomyces Kluyver & C. B. Niel